# Tolerium
Tolerium fu una città del Latium vetus, facente parte della Lega Latina. Teorie recenti la identificano con l'odierna città di Valmontone.

## Storia
Tolerium fu la seconda città conquistata dai Volsci nel 489 a.C., dopo Circei, condotti da Gneo Marcio Coriolano. Giunti sotto le città, trovarono gli abitanti sulle mura, pronti alla battaglia. Dopo averli costretti ad abbandonare le posizioni sulle mura, con l'intervento dei frombolieri, i Volsci riuscirono ad entrare, attaccando contemporaneamente la porta e le mura. Grande fu il bottino preso dai Volsci.

## Ubicazione
Di incerta localizzazione, secondo Antonio Nibby si dovrebbe identificare con l'odierna Valmontone.